# Heartattack and Vine
Heartattack and Vine je studiové album Toma Waitse, vůbec poslední, které vydal na značce Asylum. Jeho nahrávání probíhalo 16. června-15. července 1980 v Filmways/Heider Studio B v kalifornském Hollywoodu. Skladbu „Jersey Girl“ později na svém koncertě předělal například Bruce Springsteen (v jeho podání později vyšla na albu Live/1975-85).

## Seznam skladeb
Autorem všech skladeb je Tom Waits.
| Strana 1 | Strana 1                   | Strana 1 |
| Pořadí   | Název                      | Délka    |
| -------- | -------------------------- | -------- |
| 1.       | Heartattack and Vine       | 4:50     |
| 2.       | In Shades (instrumentální) | 4:25     |
| 3.       | Saving all My Love for You | 3:41     |
| 4.       | Downtown                   | 4:45     |
| 5.       | Jersey Girl                | 5:11     |

| Strana 2       | Strana 2                | Strana 2 |
| Pořadí         | Název                   | Délka    |
| -------------- | ----------------------- | -------- |
| 1.             | 'Til the Money Runs Out | 4:25     |
| 2.             | On the Nickel           | 6:19     |
| 3.             | Mr. Siegal              | 5:14     |
| 4.             | Ruby's Arms             | 5:34     |
| Celková délka: | Celková délka:          | 43:42    |

## Obsazení
- Tom Waits – zpěv, elektrická kytara, klavír
- Ronnie Barron – Hammondovy varhany, klavír
- Roland Bautista – elektrická kytara, dvanáctistrunná kytara
- Greg Cohen – baskytara
- Larry Taylor – baskytara
- Jim Hughart – baskytara
- Victor Feldman – perkuse, trubicové zvony, zvonkohra
- Plas Johnson – tenorsaxofon, barytonsaxofon
- Michael Lang – klavír
- Big John Thomassie – bicí
- Bob Alcivar – aranže smyčců, orchestrální aranže
- Jerry Yester – orchestrální aranže